# En les estepes de l'Àsia central

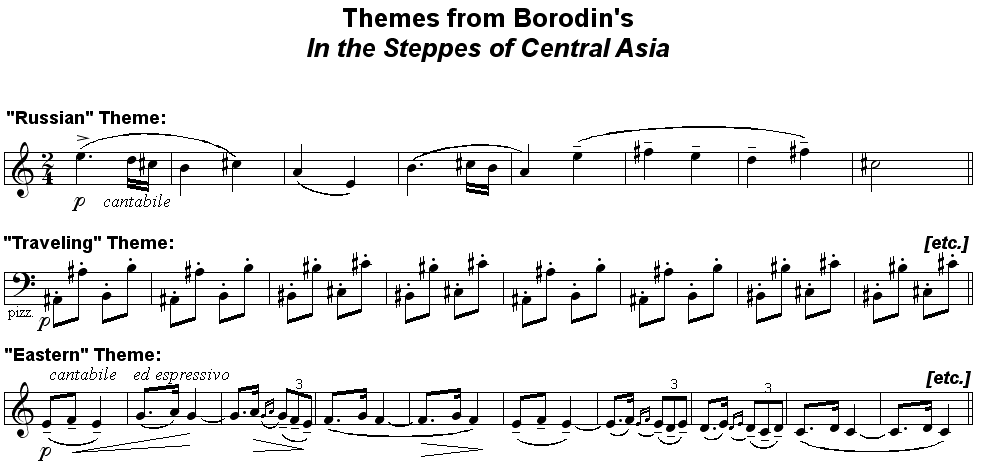
Els tres temes principals de la composició

En les estepes de l'Àsia central és un poema simfònic compost per Aleksandr Borodín el 1880.
El compositor rus va ser fill il·legítim del príncep Luka Stepanovich Gedianov i la seva amant Avdot'ya Konstantinovna Antónov. Segons el costum, va ser batejat amb el cognom d'un dels servents del príncep però educat sota la cura del seu pare biològic amb moltes preferències i comoditats. Gedianov li va assegurar un futur respectable en acordar el matrimoni per conveniència de la seva amant amb Christian Ivanovich Kleinecke, un metge retirat de l'exèrcit rus que poc després va morir deixant la seva herència a la mare del compositor i al compositor. Amb això el jove Borodin va tenir les condicions per desenvolupar plenament els seus interessos intel·lectuals i artístics.
Va estudiar medicina i fins i tot va ser reconegut internacionalment per les seves aportacions a la química en la investigació d'àcid fosfòric. Només de manera amateur es va dedicar a la composició. Escrivia música quan estava de vacances o quan patia alguna malaltia.
En les estepes de l'Àsia central va néixer com a part d'un gran projecte artístic amb el propòsit de celebrar l'arribada al tron del tsar Alexandre II. Encara que el projecte va fracassar, l'obra es va publicar amb un curt text en què s'evidencia la fascinació de Borodín per les llunyanes fronteres de la Rússia imperial. En les estepes de l'Àsia central es tanca una visió romàntica i optimista del segle xix.